# C/1864 N1 (Tempel)
C/1864 N1 (Tempel) ist ein Komet, der im Jahr 1864 mit dem bloßen Auge gesehen werden konnte. Er war der erste Komet, dessen Lichtspektrum beobachtet wurde.

## Entdeckung und Beobachtung
Der Komet wurde erstmals am Morgen des 5. Juli 1864 von Ernst Wilhelm Leberecht Tempel mit einem Fernrohr im Garten seines Hauses in Marseille entdeckt. Er konnte seine Entdeckung am nächsten Morgen bestätigen, an dem es noch eine unabhängige Entdeckung durch Lorenzo Respighi in Bologna gab. Auch am 11. Juli folgte noch eine unabhängige Entdeckung in Polen.
Während des Juli konnte der Komet von mehreren Astronomen beobachtet werden, darunter Giovanni Schiaparelli in Italien, sowie Adolph Cornelius Petersen, Carl Bruhns, Rudolf Engelmann und George Rümker in Deutschland. Ende Juli konnte ihn Johann Friedrich Julius Schmidt in Athen mit bloßem Auge sehen und schätzte seine Helligkeit auf 4–5 mag. 
Anfang August hatte der Komet eine Helligkeit von 3–4 mag erreicht und zeigte einen schwachen Schweif von 2° Länge. Eine Woche später um die Zeit seiner größten Annäherung an die Erde war die Helligkeit auf 2–3 mag und die Schweiflänge auf 14° angewachsen. Nachdem der Komet für Beobachter auf der Erde am 8. August in knapp 12° Abstand an der Sonne vorbeigegangen war, war er am Abendhimmel zu beobachten.
Der Komet wurde auch von dem amerikanischen Astronomen Horace Parnell Tuttle während seines Militärdienstes im Sezessionskrieg beobachtet. Schmidt konnte ihn noch im September verfolgen, auch John Tebbutt beobachtete ihn noch teleskopisch in Australien, die letzte Beobachtung gelang Karl Wilhelm Moesta am 5. Oktober in Chile.
Der Komet erreichte eine Helligkeit von 2,5 mag.

## Wissenschaftliche Auswertung
Der Komet Tempel von 1864 nimmt eine besondere Stellung in der Kometenforschung ein, denn er war der erste Komet, dessen Spektrum beobachtet wurde. Giambattista Donati in Florenz benutzte als erster Astronom ein Prisma, um das Licht eines Kometen in seine Farben aufzuspalten. Zu seiner Zeit glaubte man noch, dass die Kometen nur durch reflektiertes Sonnenlicht leuchteten. Als er am 5. August 1864 das Spektrum des Kometenlichts mit dem einer Flamme verglich, fand er aber noch drei schwach leuchtende Bänder, die zeigten, dass der Komet eigenes Licht aussendet. Sir William Huggins, der selbst erfolglos versucht hatte, das Spektrum dieses Kometen zu beobachten, wies einige Jahre später nach, dass diese Bänder den bereits 1856 von William Swan untersuchten Emissionslinien von C2-Radikalen entsprechen, die aus Kohlenwasserstoffen stammen, die offenbar in den Gasen von Koma und Schweif der Kometen enthalten sind.
Bereits kurz nach seiner Entdeckung wurden von zahlreichen Astronomen parabolische Umlaufbahnen für den Kometen berechnet. Die erste elliptische Bahn wurde von Johann Kowalczyk berechnet, der sie 1870 noch einmal verbesserte.

## Umlaufbahn
Für den Kometen konnte aus 206 Beobachtungen über 78 Tage durch Kowalczyk nur eine unsichere elliptische Umlaufbahn bestimmt werden, die um rund 178° gegen die Ekliptik geneigt ist. Die Bahn des Kometen liegt damit fast genau in der Bahnebene der Planeten, allerdings bewegt er sich gegenläufig (retrograd) zu ihnen. Im sonnennächsten Punkt der Bahn (Perihel), den der Komet am 16. August 1864 durchlaufen hat, befand er sich mit etwa 136,0 Mio. km Sonnenabstand im Bereich zwischen den Umlaufbahnen von Venus und Erde.
Wenn die Bahn eines Kometen nur eine geringe Neigung zur Ekliptik besitzt, wie bei diesem, sind mehrere nahe Begegnungen mit den Planeten zu erwarten, die die Bahn des Kometen beeinflussen können. Der Komet näherte sich nicht nur einigen der kleinen Planeten bis auf geringe Abstände, sondern es erfolgten auch mehrere Annäherungen an die großen Planeten:
| Datum              | Planet    | Min. Abstand (in AE) |
| ------------------ | --------- | -------------------- |
| Dezember 1860      | Uranus    | 9,2                  |
| 20. Januar 1864    | (4) Vesta | 0,81                 |
| 14. Juli 1864      | Mars      | 0,32                 |
| 8. August 1864     | Erde      | 0,096                |
| 31. August 1864    | Merkur    | 0,50                 |
| 30. September 1864 | Venus     | 0,51                 |
| 7. November 1864   | Jupiter   | 3,9                  |
| Juni 1865          | Saturn    | 6,4                  |
| Mai 1874           | Uranus    | 8,5                  |

Die Annäherung an die Erde entspricht einer Entfernung von etwa 14,4 Mio. km. Der Komet gehört damit zu den 30 der Erde am nächsten gekommenen Kometen in historischer Zeit. Die große Erdnähe war mit ein Grund für seine beobachtete Helligkeit.
In der Nähe des absteigenden Knotens seiner Umlaufbahn bewegte sich der Komet am 10. September 1864 in unmittelbarer Nähe zur Erdbahn, und zwar in nur etwa 820.000 km (0,0055 AE) Abstand dazu, entsprechend etwas mehr als der zweifachen mittleren Entfernung zum Mond. Die Erde hatte diese Stelle ihrer Bahn allerdings bereits fast drei Monate zuvor am 18. Juni passiert, so dass der Komet der Erde nicht näher kam als wie zuvor genannt.
Nach den Bahnelementen, die in der JPL Small-Body Database angegeben sind und die keine nicht-gravitativen Kräfte auf den Kometen berücksichtigen, hatte seine Bahn lange vor seiner Passage des inneren Sonnensystems noch eine Exzentrizität von etwa 0,9957 und eine Große Halbachse von etwa 214,5 AE, so dass seine Umlaufzeit bei etwa 3140 Jahren lag. Durch die Anziehungskraft der Planeten, insbesondere den relativ nahen Vorbeigang am Jupiter im November 1864 wurde seine Bahnexzentrizität auf etwa 0,9963 und seine Große Halbachse auf etwa 248 AE vergrößert, so dass sich seine Umlaufzeit auf etwa 3900 Jahre erhöht. Der nächste Periheldurchgang des Kometen könnte möglicherweise um das Jahr 5750 stattfinden. In Anbetracht der relativ unsicheren Bahnparameter sind alle angegebenen Daten nur als ungefähre Werte zu betrachten.

## Der Komet in der Lyrik
Der britische Lyriker des Viktorianischen Zeitalters Gerard Manley Hopkins schrieb am 13. September 1864 ein poetisches Fragment. Wahrscheinlich stand er noch unter dem Eindruck des wenige Wochen zuvor erschienenen Kometen Tempel:
– I am like a slip of comet,

Scarce worth discovery, in some corner seen

Bridging the slender difference of two stars,

Come out of space, or suddenly engender’d

By heady elements, for no man knows:

But when she sights the sun she grows and sizes

And spins her skirts out, while her central star

Shakes its cocooning mists; and so she comes

To fields of light; millions of travelling rays

Pierce her; she hangs upon the flame-cased sun,

And sucks the light as full as Gideon’s fleece:

But then her tether calls her; she falls off,

And as she dwindles shreds her smock of gold

Amidst the sistering planets, till she comes

To single Saturn, last and solitary;

And then goes out into the cavernous dark.

So I go out: my little sweet is done:

I have drawn heat from this contagious sun:

To not ungentle death now forth I run.